# Ivan Iefrémov
Ivan Antónovitx (patronímic real Antípovitx) Iefrémov (rus: Ива́н Анто́нович (Анти́пович) Ефре́мов; 
22 d'abril de 1908 - 5 d'octubre de 1972), fou un escriptor de ciència-ficció, paleontòleg i pensador social rus i soviètic. És considerat el fundador de la tafonomia, la ciència que s'ocupa de l'estudi dels patrons de fossilització.

## Biografia
Nasqué al poble de Víritsa de la gubèrnia de Sant Petersburg el 9 (22 d'abril) de 1908. Des de ben petit va demostrar tenir bones aptituds per a l'estudi. Als quatre anys va aprendre a llegir i als sis anys ja estava familiaritzat amb les obres de Verne i gaudia llegint llibres sobre exploradors, navegants i científics. En 1914 la seva família es va traslladar a Berdiansk, on va entrar al gimnàs. Els seus pares es van divorciar durant la Revolució Russa. La seva mare es va casar amb un comandant de l'Exèrcit Roig, i el 1919 la mare i els fills es van traslladar a Kherson per tenir cura d'una tia que va morir poc després de tifus. Iefremov va sobreviure pel seu compte durant algun temps i després es va unir a una unitat de l'Exèrcit Roig com un "fill del regiment" i va arribar a Perekop amb la seva unitat. Durant el bombardeig d'Otxàkiv va ser ferit, i des de llavors va començar a tartamudejar una mica. En 1921, fou desmobilitzat i va marxar a Petrograd (actual Sant Petersburg) per estudiar. Va completar la seva educació escolar allà, a més de combinar els seus estudis amb diverses feines. Més tard va comentar que "la Revolució també fou el meu propi alliberament del filisteisme" ("Революция была также и моим освобождением от мещанства").
En 1924, a causa de la influència de l'acadèmic Piotr Xuixkin, es va interessar per la paleontologia. Iefrémov va entrar a la Universitat Estatal de Leningrad, però després la va abandonar. A mitjans de la dècada de 1930 va participar en diverses expedicions paleontològiques a la regió del Volga, els Urals i Àsia central. Va dirigir un laboratori d'investigació a l'Institut de Paleontologia. En 1935, va aprovar els exàmens finals i es va graduar al Institut de Mineria de Leningrad. El mateix any va obtenir el seu títol de candidat de ciències en Ciències Biològiques. En 1941, va obtenir el seu doctorat en Ciències Biològiques.
En la dècada de 1940, Iefrémov va desenvolupar un nou camp científic anomenat tafonomia, pel qual va ser guardonat amb el Premi Stalin el 1952. El seu llibre Tafonomia va ser publicat el 1950. S'aplica en molts principis tafonòmics el seu treball de camp durant una expedició paleontològica al desert del Gobi a Mongòlia. Durant aquests anys, va ser reconegut com un reeixit científic i va guanyar un premi estatal de ciència.
Iefremov va escriure la seva primera obra de ficció, una història curta, en 1944. La seva primera novel·la, "Al llindar de l'Ecumene (El gran arc)", rus: На краю́ Ойкуме́ны (Вели́кая дуга́), Na kraiú Oikuméni (Velíkaia dugà), es va publicar en 1946. Sobre un material de l'antic Egipte i l'antiga Grècia, posa primer davant el lector un seguit de qüestions de caràcter moral i ètic, interpretant amb posicions humanistes el problema de les relacions de poder i la societat, la guerra i la pau, la ciència i la religió. La seva novel·la de ciència-ficció més àmpliament reconeguda, "La nebulosa d'Andròmeda", rus: Туманность Андромеды Tumànnost Andromedi es va publicar el 1957. Aquest llibre és un panegíric a l'utòpic futur "comunista" de la humanitat. La societat s'ha desenvolupat de manera que no hi ha desigualtat material entre els individus, i cada persona és capaç de perseguir el seu propi desenvolupament sense restriccions. El sistema de comunicació intergalàctica uneix la humanitat en una comunitat de civilitzacions intel·ligents de l'Univers - el Gran Anell de Civilitzacions. El llibre es va convertir en una guia moral per a moltes persones a la Unió Soviètica. A més de l'aspecte didàctic pesat, el llibre també contenia una interessant trama secundària d'un viatge d'aventures a l'espai, per la qual cosa hi havia molta que ho apreciava pel seu valor educatiu i d'entreteniment.

## Vida personal
Iefrémov es va casar tres vegades. El seu primer matrimoni a principis de 1930, amb Ksénia Svitàlskaia, va ser de curta durada i va acabar en divorci. El 1936 es va casar amb la també paleontòlega Ielena Dometevna Konjukova, amb la qual va tenir un fill, Al·lan Ivànovitx Iefrémov. Després que la seva dona morís l'1 d'agost de 1961, es va casar amb Taissiia Ióssifovna Iukhnévskaia el 1962. La seva última novel·la "Thais d'Atenes", rus: Таис Афинская Tais Afínskaia, que va ser publicada pòstumament el 1973, està dedicada a ella.

## Honors
Un planeta menor, el 2269 Efremiana, descobert el 1976 per l'astrònom soviètic Nikolai Txernikh, porta el seu nom.

## Obres selectes (ficció)

### Novel·la
- La Nebulosa d'Andròmeda (Туманность Андромеды), 1957
- Al llindar de l'Ecumene (На краю Ойкумены) de 1946
- La fulla de la navalla (Лезвие бритвы), 1959-1963
- L'hora del bou (Час быка), 1963-1968
- Taís d'Atenes (Таис Афинская), 1971-1972

### Narració curta
- El roc sublunar (Голец Подлунный), 1944
- Olgoi-Khorkhoi (Олгой-Хорхой), 1944
- Trobada a Tuskarora (Встреча над Тускаророй), 1944
- L'ombra del passat (Тень Минувшего), 1945
- Naus estel·lars (Звёздные Корабли), 1948
- El cor de la serp (Сердце Змеи / Cor Serpentis), 1958
- El secret hel·lènic (Эллинский секрет), 1968

## Obres científiques
Ivan Iefrémov ha escrit més de 100 treballs científics, especialment sobre tetràpodes del Permià trobats a Rússia i sobre tafonomia. Només una petita part han estat publicats en idiomes diferents del rus. A continuació es mostra una llista dels treballs publicats en alemany o en anglès.
- Bentosaurus sushkini, ein neuer Labyrinthodont aus den Permo-Triassischen Ablagerungen des Scharchenga-Flussess, Nord-Duna Gouvernement, Izvestia Akademii Nauk SSSR (Actes de l'Acad. Ciènc. URSS, Física i Matemàtiques.), N. 8, P. 757-770 (1929)
- Über die Labyrinthodonten der UdUSSR. II. Permische Labyrinthodonten des früheren Gouvernement Wjatka, Trudy Paleozoologicheskogo Instituta (Atces de l'Institut Paleozoològic), Vol. 2, P. 117-158 (1933)
- Some new Permian reptiles of the USSR, Comptes Rendus (Doklady) Acad. Cienc. URSS. Paleontol., Vol 19, N 9, P. 771-776 (1938)
- Die Mesen-Fauna der Permischen Reptilien, Neues Jahrb. Min. Geol. Pal., Bd. 84. Abt. B, S.379-466 (1940)
- Kurze Übersicht uber die Formen der Perm- und Trias Tetrapoden - Fauna der UdSSR, Centralbl. Min. Geol., Abt. B. N 12, S. 372-383 (1940)
- Taphonomy: a new branch of Paleontology, Pan-Amer. Geol., Vol. 74, P. 81-93 (1940)
- Ulemosaurus svijagensis Riab. - ein Deinocephale aus den Ablagerungen des Perm der UdSSR, Nove Acta Leopold. (N. F.). Bd 9, S. 155-205 (1940)
- The Godwana system of India, and the live history in the later Paleozoic, J. Paleontol. Soc. India, Lucknow D.N. Wadia Jubilee number, Vol. 2, P. 24-28 (1957)
- Some consideration on biological bases of Paleontology, Vertebr. Palasiatica, Vol 2, N. 2/3, P. 83-99 (1958)